# Den vassa eggen (musikalbum)
Den vassa eggen är ett dubbelalbum av och med Ulf Lundell, som utgavs 21 oktober 1985. Albumets innehåll är starkt påverkat av den skilsmässa Lundell genomgick vid tiden för inspelningen. Texterna är mörka och musiken tung. Detta var även det första albumet där bandet började experimentera med ny teknik som hade dykt upp under 1980-talet. Albumet har sålt platina och fick högsta betyg av bland annat tidningen Expressen. Inspelningen påbörjades i Köpenhamn våren 1985, men fick slutföras i Stockholm senare under året på grund av Ulf Lundells alkoholproblem.
Albumet gavs ut i en remastrad utgåva 1998, med sju extraspår. 
2008 gav journalisten Håkan Lahger ut en bok om skivan - med samma namn - och den process som ledde fram till skivan.

## Låtlista

### LP 1
1. Släpp mej fri
2. Chans
3. Den vassa eggen
4. Kyssar och smek
5. Nytt liv
6. Äktenskap
7. Inte ett ont ord
8. En fri man i stan

### LP 2
1. Lit de parade
2. En ängel på isen
3. Aldrig så ensam
4. Tuff match
5. Främmande stad
6. Vi kunde ha älskat
7. Rialto

### Bonusspår på remastrad utgåva 1998
1. Fyra vindar
2. Hon älskar dej
3. Hemlös
4. För dom som älskar
5. En vandrande man
6. Tomt hus (demo)
7. Försvunnet land (demo)

## Medverkande
- Ulf Lundell - sång
- Janne Bark - gitarr, slide, banjo, kör
- Pelle Sirén - gitarr
- Hasse Olsson) - keyboards, marimba
- Niklas Strömstedt - keyboards, kör
- Backa Hans Eriksson - bas, stråkarrangemang, marimba, pukor, kör
- Werner Modiggård (under pseudonymen Tim Werner) - trummor, slagverk

- Lasse Lindbom - akustisk gitarr, kör
- Tove Naess, Marianne Flynner och Marie Fredriksson - kör
- Janne Kling - flöjt
- Pelle Andersson - pukor
- Mats Sjöström - säckpipa
- Anders Dahl, Aleksander Migdal, Lennart Fredriksson, Lars Stegenberg, Gunnar Eklund, Gunnar Michols, Lars Arvinder, Bo Söderström, Bertil Orsin, Olle Markström och Harry Teike - violin
- Daniel Holst, Peter Molander, Gunnar Östling, Åke Olofsson och Sebastian Öberg - cello

## Listplaceringar
| Lista (1985-1986) | Topplacering |
| ----------------- | ------------ |
| Sverige           | 1            |